# Rhabdomastix (Rhabdomastix) nilgirica
Rhabdomastix (Rhabdomastix) nilgirica is een tweevleugelige uit de familie steltmuggen (Limoniidae). De soort komt voor in het Oriëntaals gebied.